# Fiumorbo (fleuve)
Pour les articles homonymes, voir Fiumorbo.
Le Fiumorbo (en corse : Fium'Orbu) est un fleuve côtier français qui coule en région Corse, et se jette dans la mer Tyrrhénienne.

## Géographie
Le Fiumorbo prend sa source en Corse-du-Sud dans le massif du Renoso au Foce d'Astra, à 1 750 mètres d'altitude, et à moins d'un kilomètre à l'ouest du Monte Grosso (1 895 m), sur la commune de Palneca. Dans sa partie haute, entre sa source, juste sous la Punta Orlandino, et la maison forestière de Marmano,, il s'appelle ruisseau de Marmano. Il draine également les Pozzi d'Ese en rive gauche.
Passant rapidement en Haute-Corse, il traverse sur toute sa longueur la commune de Ghisoni, se dirigeant d'abord vers le nord, puis vers l'est par le défilé des Strette (« étroits ») et celui de l'Inzecca («entaille»). S'orientant ensuite au sud-est, il longe la plaine orientale, entre Ghisonaccia et les communes du pays Fiumorbu. Il se jette dans la mer Tyrrhénienne au lieu-dit Calzarello, sur une étroite zone de la commune de Prunelli-di-Fiumorbo entre les communes de Serra-di-Fiumorbo et Ghisonaccia, après un parcours d'environ 46 kilomètres.
Les fleuves côtiers voisins sont au nord le Tavignano et au sud l'Abatesco.

### Communes et cantons traversés
Dans les deux départements de Corse-du-Sud et Haute-Corse le Fiumorbo traverse huit communes et quatre cantons :
- dans le sens amont vers aval : Bastelica, Palneca (sources), Ghisoni, Lugo-di-Nazza, Ghisonaccia, Poggio-di-Nazza, Prunelli-di-Fiumorbo, Serra-di-Fiumorbo[note 1].

Soit en termes de cantons, le Fiumorbo prend source entre les deux canton de Bastelica et canton de Zicavo, traverse le canton de Ghisoni et a son embouchure dans le canton de Prunelli-di-Fiumorbo, le tout dans les deux arrondissement d'Ajaccio et arrondissement de Corte.

### Bassin versant
Son bassin versant est de 275 km2 avec deux zones hydrographiques référencées « le Fium Orbu du ruisseau de Saltaruccio inclus à la mer Méditerranée » (Y942) et le Fium Orbu de sa source au ruisseau de Saltaruccio (Y941). Ce bassin versant est constitué à 84,97 % de « forêts et milieux semi-naturels », à 12,90 % de « forêts et milieux semi-naturels », à 1,67 % de « forêts et milieux semi-naturels », à 0,61 % de « forêts et milieux semi-naturels », à 0,12 % de « forêts et milieux semi-naturels ». 

### Organisme de bassinou organisme gestionnaire
L'organisme gestionnaire est le Comité de bassin de Corse, depuis la loi corse du 22 janvier 2002.

## Étymologie
- Fiume, du latin flumen, fleuve (existe à l'identique en italien).
- Orbo ou orbu, du latin orbus, « privé de.. », d'où aveugle, ou sombre (cf. Vallorbe).

## Affluents
Le Fiumorbo a trente-huit affluents référencés :
- le ruisseau Guado Alla Macchia (rg[note 2]), 1,8 km sur les communes de Bastelica, Palneca et Ghisoni et avec trois fontaines sur son bassin versant : la Fontaine de Buona Cena, le Fontaine d'Isolo et les fontaines de Cozzanese.
- Géoportail signale aussi : le ruisseau de Faeto Rossa (rg), environ 2 km prenant source à la Punta Cappella (2 032 m) à la limite des deux communes de Bastelica et Ghisoni.

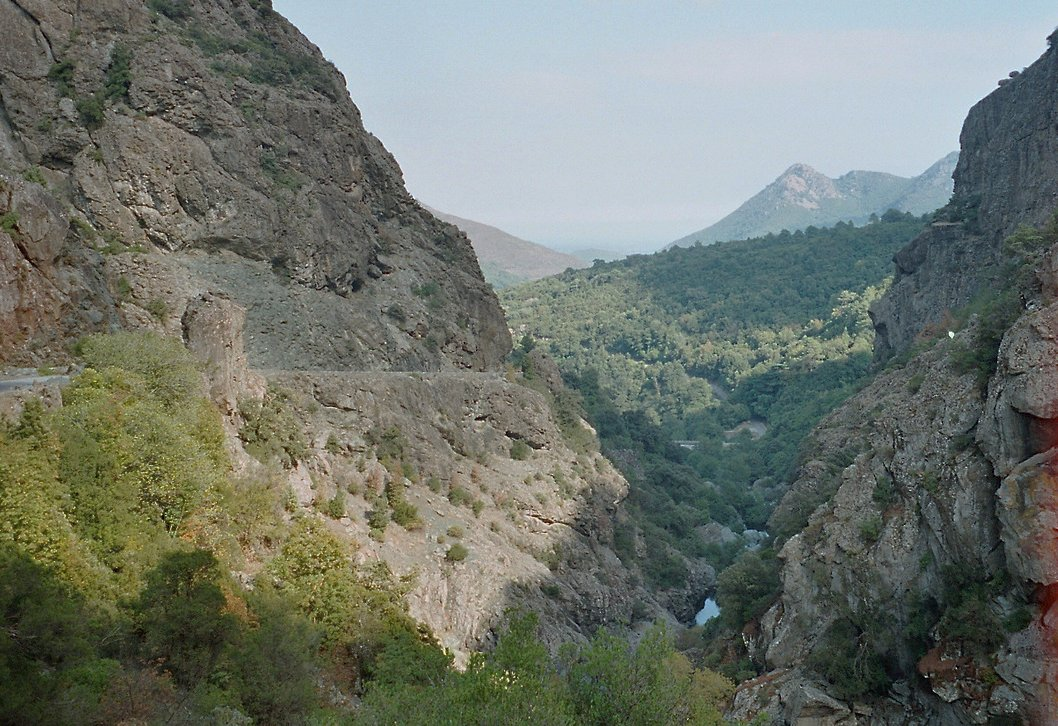
Vue des gorges de l'Inzecca

- ----- le ruisseau de Radicello (rd), 1,6 km prenant source près du col de Verde (1 289 m) sur la seule commune de  Ghisoni[note 3] avec un affluent :
  - ----- le ruisseau de Lattugona (rd), 1,5 km sur la seule commune de Ghisoni.
- le ruisseau d'Ariola (rg), 2,8 km sur la seule commune de Ghisoni.
- le ruisseau de Cannareccia (rg), 5,1 km sur la seule commune de Ghisoni[note 4] et traversant le chemin de grande randonnée GR 20, et prenant source près du Monte Renoso (2 352 m) et du lac de Nielluccio, avec un affluent :
  - ----- le ruisseau de Lischetto (rd), 3,9 km sur la seule commune de Ghisoni[note 4].
- ----- le ruisseau de Rivusecco (rd), 2,8 km sur les deux communes de Ghisoni et Isolaccio-di-Fiumorbo.
- le ruisseau de Paglione (rg), 1 km sur la seule commune de Ghisoni et prenant source à la fontaine de Forli.
- le ruisseau de Casso (rg), 5,5 km sur la seule commune de Ghisoni avec deux sources les lac de Bastani (2 092 m) et lac de Nielluccio (1 919 m) et avec deux affluents :
  - le ruisseau de Tomba (rg), 3,9 km sur la seule commune de Ghisoni.
  - ----- le ruisseau de Forno (rd), 2 km sur la seule commune de Ghisoni.
- ----- le ruisseau de l'Arresto (rd), 2,4 km sur la seule commune de Ghisoni.
- le ruisseau de Chigheri ou ruisseau de Lattineta (rg), 7,1 km sur les deux communes de Ghisoni et Vivario avec trois affluents :
  - le ruisseau de Pruno (rg), 1,1 km sur les deux communes de Ghisoni et Vivario.
  - ----- le ruisseau de Giargaloezo (rd), 2,2 km sur la seule commune de Ghisoni avec un affluent :
    - ----- le ruisseau de Scarpaceja (rd), 3,2 km sur la seule commune de Ghisoni[note 5].

  - le ruisseau de Rodi Mela (rg), 1,5 km sur la seule commune de Ghisoni.
- ----- le ruisseau de Vaglie (rd), 3,4 km sur la seule communes de Ghisoni[note 6] et Géoportail lui signale un affluent :
  - ----- le ruisseau de Renoso (rd), 1 km environ sur la seule commune de Ghisoni.
- le ruisseau de Ciuntrone (rg), 2,2 km sur la seule commune de Ghisoni.

...
- Le ruisseau Regolo (rg), 8 km qui arrose Ghisoni sur la seule commune de Ghisoni[note 7] avec trois affluents :
  - ----- le ruisseau d'Alzitone (rd), 3 km sur la seule commune de Ghisoni[note 7] prenant source au lac d'Alzeta (1 690 m).
  - ----- le ruisseau d'Assatojo (rd), 2,1 km sur la seule commune de Ghisoni.
  - ----- le ruisseau de Vadina ou ruisseau de Forno (en partie haute) (rd), 2,7 km sur la seule commune de Ghisoni.

...
- ----- le ruisseau de Grotta del Prete (rd), 2,1 km sur la seule commune de Ghisoni.
- ----- le ruisseau de Paganello (rd), 1,5 km sur la seule commune de Ghisoniavec un affluent :
  - ----- le ruisseau de Finosa (rd), 2,5 km sur les deux communes de Ghisoni et Poggio-di-Nazza.
- le ruisseau de Ruello ou ruisseau de Galgaccio ou ruisseau de Ficuccia ou ruisseau de Lorceta (rg), 8,7 km prenant source à la Punta Chiova (1 465 m) sur la seule commune de Ghisoni avec quatre affluents :
  - le ruisseau de Zuccarello (rg), 1,6 km sur la seule commune de Ghisoni[note 8] et prenant source à environ 300 mètres au sud entre le col de Sorba (1 311 m) et la Punta Muro (1 565 m).
  - le ruisseau de Galgaccio ou  ruisseau de Bruscheto (rg), 3,8 km sur la seule commune de Ghisoni[note 9] et prenant source près de la Punta Martinellu (1 478 m) et du col de Rospa (1 251 m) avec un affluent :
    - le ruisseau de Nebbia (rg), 3,5 km sur la seule commune de Ghisoni[note 10].

  - le ruisseau de Susinelle ou ruisseau de Cannocchio (rg), 2,8 km sur la seule commune de Ghisoni[note 11] prenant source à la Punta Chiaragiolo (1 290 m).
  - le ruisseau de Tiglio ou ruisseau de la Posta (rg), 3,1 km sur la seule commune de Ghisoni[note 11] prenant source à la Pointe de Prunicciosa (1 243 m).

- ----- le ruisseau d'Olmiccia (rd), 1,7 km sur la seule commune de Ghisoni.
- le ruisseau d'Occhio-Griggio (rg), 1,6 km sur la seule commune de Ghisoni.
- le ruisseau de Rosse (rg), 3 km sur la seule commune de Ghisoni[note 11] prenant source près du col de San Pietro (857 m).
- le ruisseau de Zoppi (rg), 1 km sur la seule commune de Ghisoni[note 12] prenant source sous la Punta Fioravanti (1 014 m).
- ----- le ruisseau de Monte Grosso ou ruisseau de Fungaya (rd), 4,2 km sur la seule commune de Ghisoni prenant source près de la Punta Kyrie Éleïson (1 535 m) avec un affluent :
  - le ruisseau de Sampolo (rg), 2,1 km sur la seule commune de Ghisoni.

- ----- le ruisseau de Sampolo ou ruisseau de Tassi (rd), 2 km sur les deux communes de Ghisoni et Lugo-di-Nazza.
- ----- le ruisseau de Roncatojo (rd), 1,5 km sur les deux communes de Ghisoni et Lugo-di-Nazza confluent avant la retenue de Sampolo avec un affluent :
  - le ruisseau de Campo Piano (rg), 1,6 km sur la seule commune de Ghisoni.

- ----- le ruisseau de Giargolo (rd), 3,4 km sur les deux communes de Ghisoni et Lugo-di-Nazza et confluant après la retenue de Trevadine.
- le ruisseau de Trevadine ou ruisseau de Cardo (rg), 1,5 km sur les quatre communes de Lugo-di-Nazza, Vezzani, Pietroso, Ghisoni avec un affluent :
  - le ruisseau de Tavone (rg), 1 km sur les trois communes de Vezzani, Pietroso et Ghisoni.
- ----- le ruisseau de Tramonte (rd), 1,6 km sur les deux communes de Ghisoni et Lugo-di-Nazza.
- le ruisseau de Scarrone (rg), 1,2 km sur les quatre communes de Aghione, Lugo-di-Nazza, Pietroso, et Ghisonaccia.
- ----- le ruisseau de Tibiani Bujosa (rd), 2,5 km sur les quatre communes de Aghione, Lugo-di-Nazza, Ghisonaccia, et Ghisoni avec un affluent :
  - ----- le ruisseau de Casetta (rd), 1,8 km sur les quatre communes de Aghione, Lugo-di-Nazza, Ghisonaccia, et Ghisoni.
- ----- le ruisseau de Puralbello (rd), 1,5 km sur les trois communes de Aghione, Lugo-di-Nazza, Ghisonaccia.
- ----- le ruisseau de Casillilli (rd), 4,2 km sur les quatre communes de Aghione, Lugo-di-Nazza, Poggio-di-Nazza, Ghisonaccia avec un affluent :
  - ----- le ruisseau de Camelle (rd), 2,1 km sur les trois communes de  Lugo-di-Nazza, Ghisonaccia et Ghisoni.

...
- ----- Le ruisseau de Saltaruccio ou ruisseau de Chiaraggiolo (rd), 15 km, avec huit affluents et qui traverse la commune de Poggio-di-Nazza et conflue à la hauteur de Ghisonaccia-gare.
- ----- Le ruisseau de Varagno ou ruisseau de Muro Cinto, ruisseau de Poggio  et ruisseau d'Albarelli (rd), 16,8 km, avec dix affluents (et sous-affluents) à la limite entre les communes de Poggio et Prunelli-di-Fiumorbo.

...
- ----- le ruisseau de Forno (rd), 4,3 km sur les quatre communes de Aghione, Ghisoni, Isolaccio-di-Fiumorbo, Prunelli-di-Fiumorbo.
- ----- le ruisseau de Pedivaldo (rd), 2,6 km sur les deux communes de Prunelli-di-Fiumorbo, Ghisonaccia.
- ----- le ruisseau de Casa Valda (rd), 4,2 km sur les deux communes de Prunelli-di-Fiumorbo, Ghisonaccia avec un affluent :
  - le ruisseau de Petrapola (rg), 4,5 km sur les deux communes de Prunelli-di-Fiumorbo, Ghisonaccia avec un affluent :
    - ----- le ruisseau de Volpaja (rd), 1,5 km sur les deux communes de Prunelli-di-Fiumorbo, Ghisonaccia
- ----- le ruisseau de Capanella (rd), 1,5 km sur les deux communes de Ghisonaccia, Prunelli-di-Fiumorbo.
- ----- le ruisseau d'Alzitana (rd), 3,4 km sur les deux communes de Ghisonaccia, Prunelli-di-Fiumorbo.
- le ruisseau d'Alzeta (rg), 3,2 km sur les deux communes de Ghisonaccia, Prunelli-di-Fiumorbo avec un affluent :
  - ----- le ruisseau de Cortina (rd), 1,8 km sur les deux communes de Ghisonaccia, Prunelli-di-Fiumorbo.
- ----- le ruisseau de Serracinella (rd), 6,2 km sur les trois communes de Serra-di-Fiumorbo, Ghisonaccia, Prunelli-di-Fiumorbo traversant l'etang de Gradugine et les marais de Canna, juste derrière la Marina di Calzarellu.

### Rang de Strahler
Donc le rang de Strahler est de cinq.

## Hydrologie

### Le Fiumorbo à Ghisoni (Sampolo)
Le débit moyen annuel est de 3,70 m3/s à Ghisoni à la station de Sampolo, à 381 m d'altitude et pour un bassin versant de 115 km2.

### Étiage ou basses eaux
À l'étiage, c'est-à-dire aux basses eaux, le VCN3, ou débit minimal du cours d'eau enregistré pendant trois jours consécutifs sur un mois, en cas de quinquennale sèche s'établit à 0,270 m3/s, ce qui reste très confortable,.

### Crues
Sur cette période d'observation, le débit journalier maximal a été observé le 22 novembre 2011 pour 164,0 m3/s. Le débit instantané maximal a été observé le 20 décembre 2016 avec 530,0 m3/s en même temps que la hauteur maximale instantanée de 8 290 mm soit 8,29 m.
Le QIX 2 est de 120 m3/s, le QIX 5 est 190 m3/s, le QIX 10 est de 240 m3/s, le QIX 20 est de 280 m3/s et le QIX 50 est de 340 m3/s.

### Lame d'eau et débit spécifique
La lame d'eau écoulée dans cette partie du bassin versant de la rivière est de 1 018 millimètres annuellement, ce qui est plus de trois fois au-dessus de la moyenne en France, à 300 mm/an. Le débit spécifique (Qsp) atteint 32,2 litres par seconde et par kilomètre carré de bassin.

## Aménagements

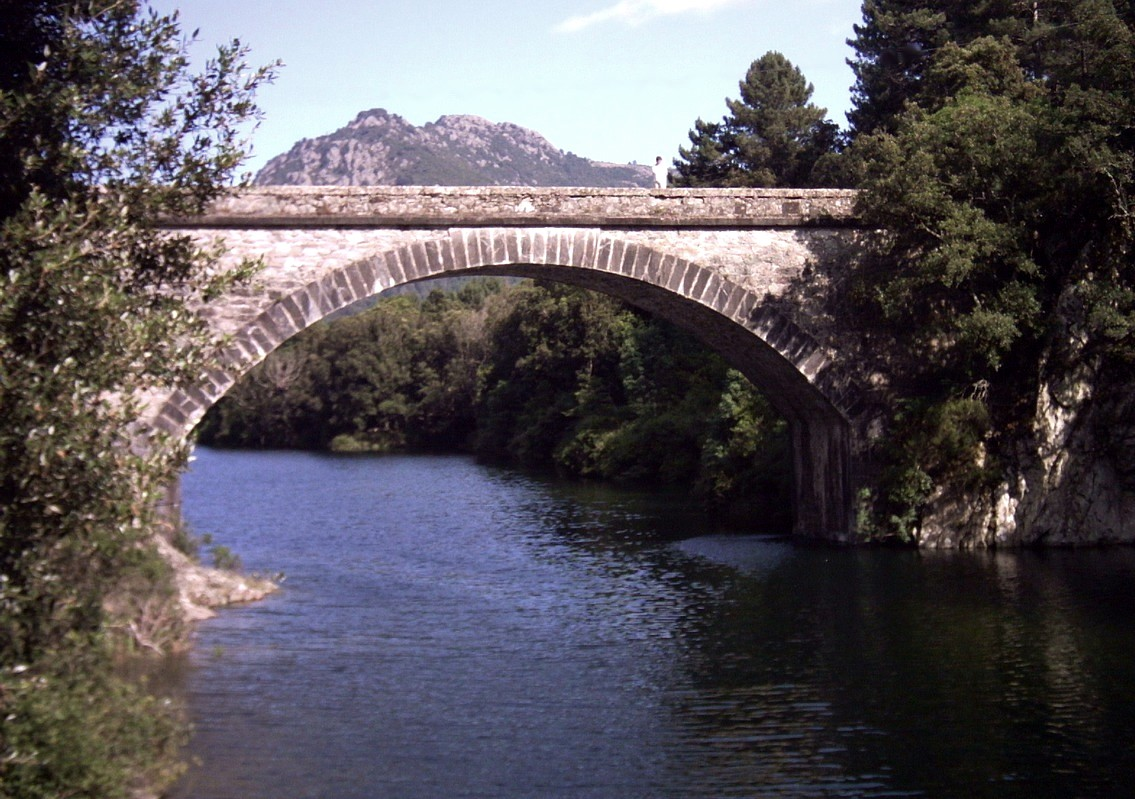
Le pont de Sampolo, sur la retenue du même nom

Deux barrages et une centrale hydroélectrique de 43 MW ont été aménagés sur son cours et mis en service en 1992, l'un au niveau du hameau de Sampolo (entre les Strette et l'Inzecca), et le second, à Trevadine, dans la partie inférieure des gorges de l'Inzecca.
Les ponts sont nombreux sur son cours : le pont de Marmano, le pont de Cannareccia (sur son affluent le ruisseau de Cannareccia), le Ponte di Mela (pont génois), le pont de Sorbo (au confluent avec le ruisseau de Rosse), le pont de Pinzalone, le pont du Fium'Orbu avec la RT 10 (ex-RN 198). Sur les affluents, on peut signaler le pont de Casaccie et le pont de Casso sur le ruisseau de Casso, le pont de Chigheri sur le ruisseau de Chigheri.

## Écologie
La partie amont du Fiumorbo est incluse dans le parc naturel régional de Corse, porteur d'une démarche globale de gestion des milieux.
L'embouchure du fleuve est incluse dans une zone humide de 162 hectares classée Zone naturelle d'intérêt écologique, faunistique et floristique (ZNIEFF) depuis 1985, sur les trois communes de Ghisonaccia (lieudits Erba Rossa, u Caprone), Prunelli-di-Fiumorbo (lieudit Calzarello), Serra-di-Fiumorbo (marais de Canna, étang de Gradugine).